# Ophidion robinsi
Ophidion robinsi är en fiskart som beskrevs av Fahay 1992. Ophidion robinsi ingår i släktet Ophidion och familjen Ophidiidae. Inga underarter finns listade i Catalogue of Life.